# Andowiak inkaski
Andowiak inkaski (Thomasomys incanus) – gatunek ssaka z podrodziny bawełniaków (Sigmodontinae) w obrębie rodziny chomikowatych (Cricetidae).

## Zasięg występowania
Andowiak inkaski występuje na wschodnich zboczach Andów w północnym i środkowym Peru, między regionami San Martín i Junín.

## Taksonomia
Gatunek po raz pierwszy zgodnie z zasadami nazewnictwa binominalnego opisał w 1894 roku brytyjski zoolog Oldfield Thomas nadając mu nazwę Oryzomys incanus. Holotyp pochodził z doliny Vitoc, w regionie Junín, w Peru. 
T. incanus może być kompleksem gatunkowym ze względu na szerokie rozmieszczenie geograficzne i wewnątrzgatunkowe zróżnicowanie wśród populacji. Autorzy Illustrated Checklist of the Mammals of the World uznają ten takson za gatunek monotypowy.

### Etymologia
- Thomasomys: Oldfield Thomas (1858–1929), brytyjski zoolog, teriolog; gr. μυς mus, μυος muos „mysz”[8].
- incanus: Inkowie, rdzenna ludność zamieszkująca Peru[9].

## Morfologia
Długość ciała (bez ogona) 111–134 mm, długość ogona 125 mm, długość ucha 18–21 mm, długość tylnej stopy 22–28 mm; brak danych dotyczących masy ciała. 

## Ekologia
Zamieszkuje lasy górskie na wysokości od 2550 do 3250 m n.p.m.. Gatunek nocny i naziemny.

## Populacja
Gatunek, którego liczebność maleje. W niektórych rejonach może być powszechny, w innym rzadki.

## Zagrożenia
Główne zagrożenia to wylesianie, fragmentacja siedliska i rolnictwo.